# Canoagem nos Jogos Pan-Americanos de 2019 - K-1 slalom extremo feminino
A competição do k-1 slalom extremo feminino foi um dos eventos da canoagem nos Jogos Pan-Americanos de 2019. Foi disputada no Rio Canete, localizado na cidade de Lunahuaná, no Peru nos dias 2 e 4 de agosto.

## Calendário
Horário local (UTC-5).
| Data        | Horário | Fase      |
| ----------- | ------- | --------- |
| 2 de agosto | 12:05   | Baterias  |
| 4 de agosto | 15:17   | Semifinal |
| 4 de agosto | 16:15   | Final     |

## Medalhistas
| Ouro   | BRA Ana Sátila    |
| Prata  | USA Evy Leibfarth |
| Bronze | MEX Sofia Reinoso |

## Resultados

### Baterias
Os resultados da prova foram os seguintes. 
Bateria 1
| Colocação | Canoísta            | Nacionalidade | Notas |
| --------- | ------------------- | ------------- | ----- |
| 1         | Ana Sátila          | BRA Brasil    | Q     |
| 2         | Ana Paula Fernandez | PAR Paraguai  | Q     |
| 3         | Constanza Nobis     | CHI Chile     |       |

Bateria 2
| Colocação | Canoísta          | Nacionalidade | Notas |
| --------- | ----------------- | ------------- | ----- |
| 1         | Lois Betteridge   | CAN Canadá    | Q     |
| 2         | Maria Luz Cassini | ARG Argentina | Q     |
| 3         | Mariana Torres    | VEN Venezuela | DSQ   |

Bateria 3
| Colocação | Canoísta      | Nacionalidade      | Notas |
| --------- | ------------- | ------------------ | ----- |
| 1         | Evy Leibfarth | USA Estados Unidos | Q     |
| 2         | Sofia Reinoso | MEX México         | Q     |
| 3         | Lenni Ramirez | PER Peru           |       |

### Semifinal
Os resultados da semifinal foram os seguintes. 
Semifinal 1
| Colocação | Canoísta          | Nacionalidade | Notas |
| --------- | ----------------- | ------------- | ----- |
| 1         | Maria Luz Cassini | ARG Argentina | Q     |
| 2         | Sofia Reinoso     | MEX México    | Q     |
| 3         | Lois Betteridge   | CAN Canadá    |       |

Semifinal 2
| Colocação | Canoísta            | Nacionalidade      | Notas |
| --------- | ------------------- | ------------------ | ----- |
| 1         | Ana Sátila          | BRA Brasil         | Q     |
| 2         | Evy Leibfarth       | USA Estados Unidos | Q     |
| 3         | Ana Paula Fernandez | PAR Paraguai       |       |

### Final
A final ocorreu dia 4 de agosto às 16:15. 
| Colocação         | Canoísta          | Nacionalidade      | Notas |
| ----------------- | ----------------- | ------------------ | ----- |
| Medalha de ouro   | Ana Sátila        | BRA Brasil         |       |
| Medalha de prata  | Evy Leibfarth     | USA Estados Unidos |       |
| Medalha de bronze | Sofia Reinoso     | MEX México         |       |
| 4                 | Maris Luz Cassini | ARG Argentina      |       |